# Ralph Roger Glöckler

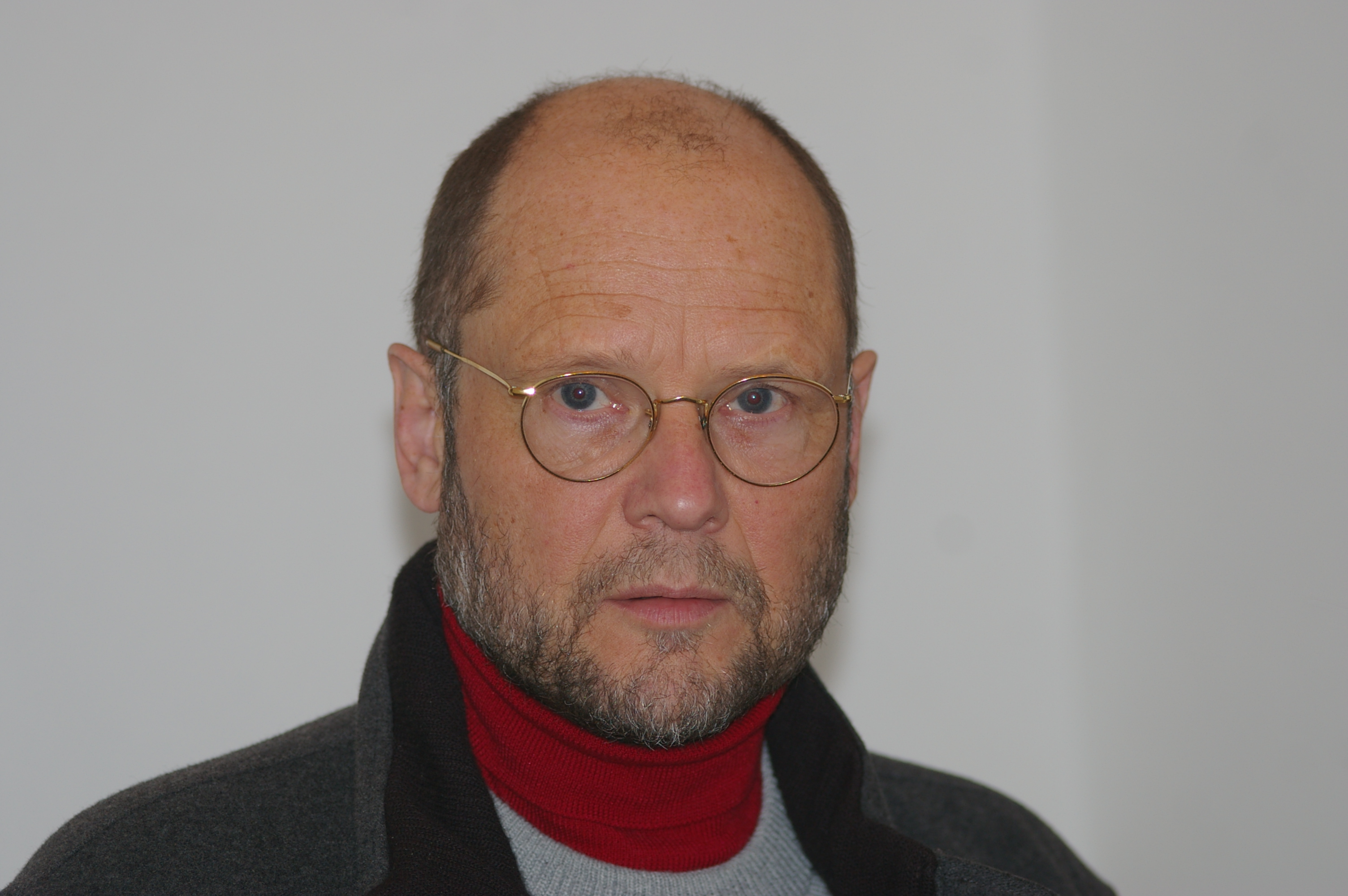
Ralph Roger Glöckler 2007

Ralph Roger Glöckler (* November 1950 in Frankfurt am Main) ist ein deutscher Literaturwissenschaftler, Ethnologe, Dichter und Schriftsteller.

## Leben
Ralph Roger Glöckler studierte ab 1971 Germanistik, Französisch, Portugiesisch und Völkerkunde an der Universität Tübingen. Er war Mitbegründer der Tübinger Literaturzeitschrift exempla, deren Konzeptschwerpunkt auf der Förderung junger literarischer Talente in den Bereichen Lyrik, Kurzgeschichte und Essay lag. Es entstanden auch Hefte mit thematischen Schwerpunkten, wie etwa über Südamerika oder Ägypten. Glöckler schrieb die erste wissenschaftliche Arbeit (Magister) über das expressionistische Frühwerk des Dichters Anton Schnack.
Ralph Roger Glöckler lebt als freier Autor und Übersetzer in Frankfurt am Main und zeitweilig in Lissabon und New York. Zu seinen bisherigen Veröffentlichungen gehören, neben einigen Reportagen, literarische Reiseerzählungen, Gedichte und Romane. Er ist Mitglied im PEN-Zentrum Deutschland.

## Die Azoren-Trilogie
Glöckler gehört zu den aufmerksamsten Beobachtern der portugiesischen Kultur. Durch sein Interesse an den Geheimnissen verschwundener Welten entstand die Azoren-Trilogie, in deren Erzählungen sich Realität und Fiktion vermischen. Corvo ist das zuerst entstandene Buch. Es wurde bereits 2001, noch vor Veröffentlichung der deutschen Fassung, in Lissabon unter dem Titel Corvo. Uma viagem açoriana veröffentlicht. Neben der Erzählung Madre, in der es um den inzwischen über dreihundert Jahre alten Christenkult auf den Azoren geht, zählt noch die Vulkanische Reise zur Trilogie. Das erstmals 1997 veröffentlichte Mittelstück der Reihe beschäftigt sich mit dem Vulkanausbruch auf Faial im Jahre 1957 und der damit verbundenen Auswanderung vieler Insulaner nach Amerika sowie die daraus resultierenden weltanschaulichen Konsequenzen aus dem Naturgeschehen. Die portugiesische Presse hat die Arbeit Glöcklers mit derjenigen von Antonio Tabucchi verglichen. Ein wichtiges Thema ist die Reaktion der Menschen auf die existenzbedrohende Gewalt der Natur. Mit der Azoren-Trilogie ist es Glöckler gelungen, sich in die Tradition der erzählenden Reiseliteratur einzureihen.
Die stilistische Entwicklung von der Reiseerzählung bis hin zum romanhaften Inneren Monolog ist in der Azoren-Trilogie deutlich zu erkennen. So wird die Beziehung der Nonne Teresa da Anunciada zur Büste des Senhor Santo Cristo dos Milagres in einer Art Todesdelirium dargestellt, in der sich die Zeitebenen vermengen. Die Sprache wird zum eigentlichen Ereignis des Buchs, ein 'radikales Frauenportrait und eine Sprache, die in ihrer Zerbrochenheit an die himmelstürmende Wucht barocker Bildwelten erinnert'.

## Lyrik, Erzählungen und Romane
Der Gedichtband Das Gesicht ablegen thematisiert u. a. Sprache, ihre Unmöglichkeit und das Schweigen als 'verschwiegene' Möglichkeit des Ausdrucks. Der Titel verdankt sich einem Zyklus, der dem portugiesischen Dichter Fernando Pessoa gewidmet ist. Das 'Material' Sprache ist auch in den Prosaarbeiten von Bedeutung. Die Erzählung Die kalte Stadt versucht nicht nur die Beziehung zweier Männer darzustellen, sondern verfremdet sie durch unterschiedliche Perspektiven, besticht durch den 'ungewöhnlichen und interessanten Aufbau der Erzählung'. 'Das fein konstruierte Parallelogramm der textinternen Kommunikation gibt dem Verfasser Glöckler immer wieder die Möglichkeit, sich ironisch von dem Gesagten zu distanzieren. Die Folge: selbst dramatische Ereignisse wirken kalt in die Ferne gerückt.' 'Dank einer distanzierten, kühlen Schreibweise ist es Glöckler gelungen, die zahlreichen Augenblicke von Trennungen zu beschreiben, die nicht selten jähen Einblick in die eigene Person gewähren.' Das Werk gehört zu den wichtigen literarischen Arbeiten über sexuelle Emanzipation.
Der Roman Mr. Ives und die Vettern vierten Grades beruht auf der Freundschaft der amerikanischen Komponisten Charles Ives (1874–1954) und Henry Cowell (1897–1965) und erzählt in vier Briefen, breit angelegten inneren Monologen, welche Wirkung die Verhaftung Cowells wegen eines Sittendeliktes auf die Freunde hatte und vermittelt zugleich ein Psychogramm der Zeit. Wie in Die kalte Stadt, Madre und anderen, noch unveröffentlichten Erzählungen, wird das Sprachmaterial immer auch musikalisch verarbeitet. 'Erzählt wird in oft weiten Hypotaxen, mit denen aus Gründen rhythmischer Beschleunigung parataktisch organisierte Elemente entweder alterieren oder die direkt an jene angekoppelt werden. Dadurch vermitteln die Sätze bisweilen den Eindruck einer stehengebliebenen Handlungszeit, nicht nur einer Art Ruhepause vor narrativen Ausbruchsstürmen, sondern scheu verstellt sich darin die Modernität dieses Erzählens, wie, um nicht das Zeitkolorit zu missbrauchen. Hinzu kommt Glöcklers Lust an der Synkope.'

## Bibliographie
- Portugal für Kenner. Langen Müller, München/Wien 1980, ISBN 3-7844-1814-7.
- Reise ins Licht. Roman. Nymphenburger Verlagshandlung, München 1984, ISBN 3-485-00476-6.
- Die kalte Stadt. Erzählung. Ammann, 1. Auflage, Zürich 1987, ISBN 3-250-10101-X.
- Verliebt in Portugal. Langen Müller, München 1989, ISBN 3-7844-2243-8.
- Das Gesicht ablegen. Gedichte. Mit einem Nachwort von Nuno Júdice, Edition Lyrik der Jahrtausendwende, Band 7. Elfenbein Verlag, Heidelberg 2001, ISBN 3-932245-39-3.
- Corvo – Uma Viagem Acoriana. Reiseerzählung. Hugin Editores, 2001 (Azoren-Trilogie 1)
- Corvo. Eine Azoren-Utopie. Mit Fotografien von Peter Kronmüller und einem Nachwort von José Nobre da Silveira. Elfenbein Verlag, Berlin 2005, ISBN 3-932245-77-6.
- Madre. Erzählung. Elfenbein Verlag, Berlin 2007, ISBN 978-3-932245-83-1. (Azoren-Trilogie 2)
- Viagem Vulcânica – Uma Saga Acoriana. Reiseerzählung, Temas da Actualidade, Lissabon, 1996 / Neuausgabe: Imprensa Nacional – Casa da Moeda, Lissabon 2008.
- Vulkanische Reise. Eine Azoren-Saga. Elfenbein Verlag, Berlin 2008, ISBN 978-3-932245-92-3. (Azoren-Trilogie 3)
- Mr. Ives und die Vettern vierten Grades. Roman. Elfenbein Verlag, Berlin 2012, ISBN 978-3-941184-15-2.
- Tamar. Roman. Elfenbein Verlag, Berlin 2014, ISBN 978-3-941184-29-9.
- Die männliche Unreife des Todes. Novellen. Größenwahn-Verlag, Frankfurt am Main 2016, ISBN 978-3-95771-079-6.
- Rückkehr ins Dorf. Ein Mordprotokoll-Roman, Größenwahn Verlag, Frankfurt am Main 2019, ISBN 978-3-95771-242-4, ISBN 978-3-95771-243-1 (Online).
- Die kalte Stadt. Novelle, Neuausgabe, Größenwahn Verlag, Frankfurt am Main 2020, ISBN 978-3-95771-278-3.
- Kurs auf die Freiheit. Portugal nach der Nelkenrevolution. Elfenbein Verlag, Berlin, 2021, (Neuausgabe von Portugal für Kenner und Verliebt in Portugal) ISBN 978-3-96160-032-8.
- Luzifers Patenkind. Eine Marsden-Hartley-Novelle. Größenwahn Verlag, Frankfurt am Main 2022, ISBN 978-3-95771-303-2.
- Kinderdämmerung. Gedichte aus fünfzig Jahren. Mit einem Nachwort von Sven Limbeck. Elfenbein Verlag, Berlin, 2023, ISBN 978-3-96160-086-1.
- Der König in seinem Käfig. Roman. Kulturmaschinen Verlag, Freiburg 2023, ISBN 978-3-96763-282-8 (kart.), ISBN 978-3-96763-283-5 (geb.), ISBN 978-3-96763-284-2 (epub).
- Tobit. Über Blindsein und Sehen. Libretto. Edition Maya, Bingen und Berlin, 2024. ISBN 978-3-930758-90-6